# Płaszczyzna miarodajna
Płaszczyzna miarodajna główki płodu – płaszczyzna, którą główka płodu wstawia się podczas porodu do kanału rodnego kobiety i pokonuje go prostopadle do jego osi.
Płaszczyzna podpotyliczno-ciemieniowa przebiega od okolicy podpotylicznej (karkowej) do środka ciemiączka dużego. Obwód: 32 cm, wymiar skośny mały: 9,5 cm.
Płaszczyzna czołowo-potyliczna przebiega od gładzizny czoła do guzowatości potylicznej. Obwód: 34 cm, wymiar prosty: 12 cm.
Płaszczyzna bródkowo-potyliczna przebiega od bródki do najbardziej wystającego punktu potylicy. Obwód: 35,5–36 cm, wymiar skośny duży: 13,5 cm.
Płaszczyzna tchawiczo(gnykowo)-ciemieniowa przebiega od tchawicy (kości gnykowej) do środka ciemiączka dużego. Obwód: 34,5–35 cm, wymiar tchawiczo(gnykowo)-ciemieniowy: 12–12,7 cm.
Wymiary poprzeczne główki:
- Wymiar poprzeczny duży = dwuciemieniowy (diameter biparietalis) – największa odległość pomiędzy guzami kości ciemieniowej, wynosi 9,5 cm. Skrót w badaniu USG: BPD, BiP.
- Wymiar poprzeczny mały = dwuskroniowy (diameter bitemporalis) – największa odległość pomiędzy ramionami szwów wieńcowych, wynosi 8 cm.